# Flughafen Martha’s Vineyard

i7
i11
i13
Der Martha’s Vineyard Airport (IATA-Code: MVY, ICAO-Code: KMVY) ist ein öffentlicher Flughafen auf 20 m Seehöhe in der Mitte der Insel Martha’s Vineyard, 5 km südlich von Vineyard Haven in Dukes County, Massachusetts, in den Vereinigten Staaten. Die Fläche des Flughafens beträgt 742 ha; er hat zwei Asphaltpisten mit 1678 m und 30 m Breite bzw. 1014 m Länge und 23 m Breite.

## Geschichte
Der Flughafen wurde 1942 als Hilfsflugplatz Naval Auxiliary Air Station Martha’s Vineyard für die US-Marine eröffnet, um Piloten für den Überseedienst auszubilden. Nach dem Zweiten Weltkrieg wurde der Flugplatz eingemottet, bevor er schließlich 1959 nach Dukes County verlegt, in Martha’s Vineyard Airport umbenannt und zivil genutzt wurde.
Im Laufe der Geschichte wurde der Flughafen unter andern von folgenden Fluggesellschaften angeflogen:
- Air New England
- Atlantic Airlines
- Bar Harbor Airlines
- Brockway Air
- Business Express
- Catskill Airways
- Continental Express
- Eastern Express
- Edgartown Air
- Executive Airlines
- Express Air
- Gull Air
- Holiday Airlines
- Island Airlines
- New Haven Airlines
- New York Air
- NorEast
- Northeast
- Northern Airlines
- Provincetown-Boston Airlines (PBA)
- Spectrum Airlines
- Trans East

## Flugbetrieb
Im Jahre 2022 haben 36.665 Flugbewegungen stattgefunden, davon 916 lokale Bewegungen, 18.207 Zwischenlandungen, 16.340 Air-Taxi-Flüge, 1.460 Frachtflüge und 999 militärische Flüge. 70 einmotorige und 14 zweimotorige Turboprop-Flugzeuge, zwei Jetflugzeuge und ein Helikopter waren 2022 hier stationiert. Im Jahr 2021 wurden 65.992 Passagiere befördert.
Derzeit wird der Flughafen von American Airlines, Cape Air, Delta, JetBlue und Tradewind Aviation bedient.

## Siehe auch

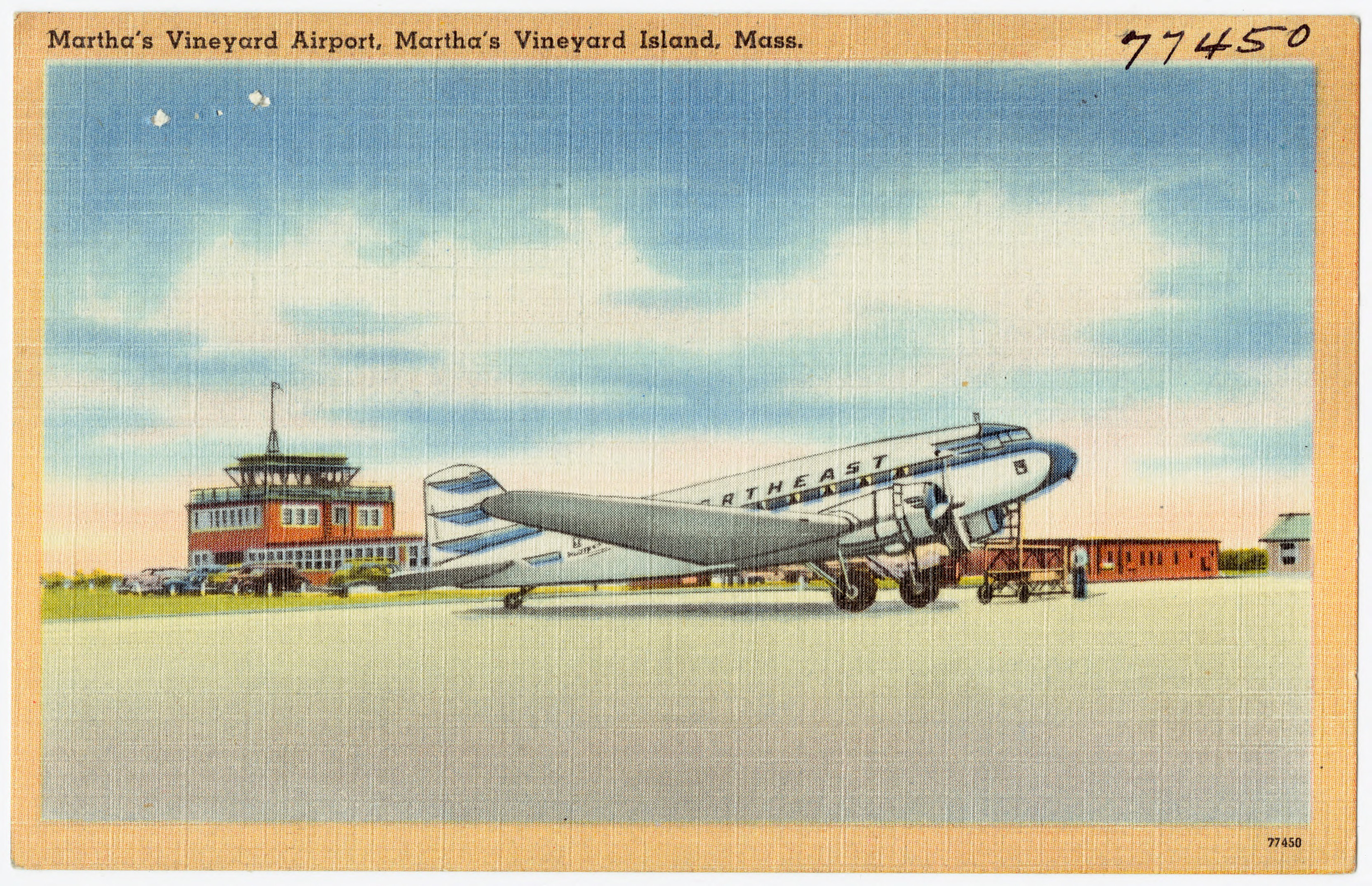
Postkarte 1940er Jahre, zeigt eine Northeast DC-3